# Crossroad Asia
Crossroad Asia war ein vom BMBF gefördertes Forschungsnetzwerk von sechs Einrichtungen mit regionaler Expertise in Kaschmir, Kasachstan, Kirgistan, Nepal, Nord-Indien, Pakistan, Tadschikistan, Turkmenistan, Usbekistan und Xinjiang. Das von 2009 bis 2016 laufende Projekt hatte das Ziel, zu einem besseren Verständnis des geographischen Gebiets zwischen Ost-Iran und West-China sowie dem Aralsee und Nord-Indien beizutragen. Gleichzeitig sollten neue Ansätze zu den territorial terminierten Regionalstudien erprobt werden. 

## Neue Konzeptionen von Regionen
Als Gegenentwurf zu den tradierten Regionalstudien wollte das Netzwerk Konzepte zu Region identifizieren. Die Konzepte sollten dynamische Prozesse wie die permanente Mobilität von Menschen, Gütern und Ideen über Grenzen hinweg berücksichtigen.

## Beteiligte
Das Projekt hatte einen stark sozialanthropologischen Ansatz und beschäftigte Wissenschaftler aus den Bereichen Geografie, Politikwissenschaften, Soziologie, Linguistik und Sozialanthropologie.
Folgende Institutionen waren beteiligt:
- Bonn International Center for Conversion (BICC)
- Institut für Ethnologie, Ludwig-Maximilians-Universität München
- Institut für Orient- und Asienwissenschaften (IOA), Universität Bonn
- Zentralasien-Seminar, Humboldt-Universität zu Berlin
- Zentrum für Entwicklungsländerforschung (ZELF), Freie Universität Berlin
- Zentrum Moderner Orient (ZMO)

## Publikationen
- A.-K. Hornidge, A. Shtaltovna & C. Schetter: Agricultural Knowledge and Knowledge Systems in Post-Soviet Societies. Bern 2016.
- K. van Assche & A.-K. Hornidge: Rural Development. Knowledge and Expertise in Governance. Wageningen Academic Publishers 2015, ISBN 9789086862566.[3]